# Underkastelse (film)
Underkastelse (Submission) är en 10-minuters nederländsk, men engelskspråkig, dokumentärfilm, regisserad av Theo van Gogh och med manus av Ayaan Hirsi Ali. Filmen premiärvisades på nederländsk TV den 20 augusti 2004.
Filmens titel är en direkt översättning av "islam". Ayaan Hirsi Ali ville med sitt manus lyfta fram olika aspekter inom islam som är kränkande, och då främst för kvinnor. De ämnen som tas upp är bland annat förbudet mot att ha sex utanför äktenskapet, kvinnomisshandel, kvinnans totala beroende av mannen, dvs att hon inte ens får gå ut utan en man och det att kvinnor måste skyla sina kroppar. Filmen är en monolog hållen av en ung, muslimsk kvinna och under tiden visas misshandlade kvinnokroppar med citat från Koranen skrivna på dem.
Underkastelse gav upphov till stora kontroverser och då den dels uppfattades som förnedrande av många muslimer, och dels av flera av Hirsi Alis meningsfränder ansågs som kontraproduktiv och polariserande.
När van Gogh mördades den 2 november 2004 hittades ett brev på kroppen, där motivet till mordet sades vara van Goghs åsikter om islam, och produktionen av Underkastelse. Även ett hotbrev riktat mot Ayaan Hirsi Ali återfanns på kroppen.